# Apomorfin
Apomorfin (Apokin, Iksens, Spontan, Uprima) neselektivni dopaminski agonist koji aktivira D1 slične i D2 slične receptore, sa izvesnom preferencijom za D2 srodne podtipove. On je proizvod razlaganja morfina pri zagrevanju do ključanja sa koncentrovanom kiselinom, iz kog razloga njegovo ime sadrži sufiks morfin. Apomorfin ne sadrži morfinsku osnovu, niti se vezuje za opioidne receptore. Prefiks apo indicira da je ovo jedinjenje derivat aporfina.
Apomorfin je ispitan za moguću primenu na više indikacija, npr. lečenje impotencije. Apomorfin se koristi za tretiranje Parkinsonove bolesti. On je potentan emetik (i.e., on indukuje povraćanje) i potrebno je da se koristi zajedno sa antiemetikom poput domperidona. Emetička svojstava apomorfina su ispitana u veterini za indukovanje terapeutkog povraćanja kod pasa koji su progutali toksične ili neželjene supstance.
On je nezvanično uspešno korišten za tretiranje heroinske adikcije. Nedavna ispitivanja indiciraju da je apomorfin podesan marker za određivanje promena centralnog dopaminskog sistema uzrokovanih hroničnim konzumiranjem heroina. Klinički dokazi da je apomorfin efektivani i bezbedan za tretiranje opijatne adirkcije nisu dostupni.

## Farmakologija
Apomorfin poseduje afinitet za sledeće receptore:
- D1
- D2S
- D2L
- D3
- D4
- D5
- 5-HT1A
- 5-HT2A
- 5-HT2B
- 5-HT2C
- α1B-adrenergički
- α1D-adrenergički
- α2A-adrenergički
- α2B-adrenergički
- α2C-adrenergički

## Literatura
- Andrew Lees; Kirsten Turner (2002). „Apomorphine for Parkinson's Disease”. Practical Neurology. 2 (5): 280—287. S2CID 70398348. doi:10.1046/j.1474-7766.2002.00086.x. Непознати параметар |name-list-style= игнорисан (помоћ)

## Spoljašnje veze
- baza podataka
- „Apomorphine - Frequently Asked Questions”. Britannia Pharmaceuticals. Архивирано из оригинала 22. 12. 2014. г. Приступљено 01. 05. 2022.

|  | Molimo Vas, obratite pažnju na važno upozorenje u vezi sa temama iz oblasti medicine (zdravlja). |